# آدمیرال گمبیر (۱۸۰۷)
ادمیرال گمبیر (۱۸۰۷) (به انگلیسی: Admiral Gambier (1807)) یک کشتی بود. این کشتی در سال ۱۸۰۷ ساخته شد.